# Шканцы

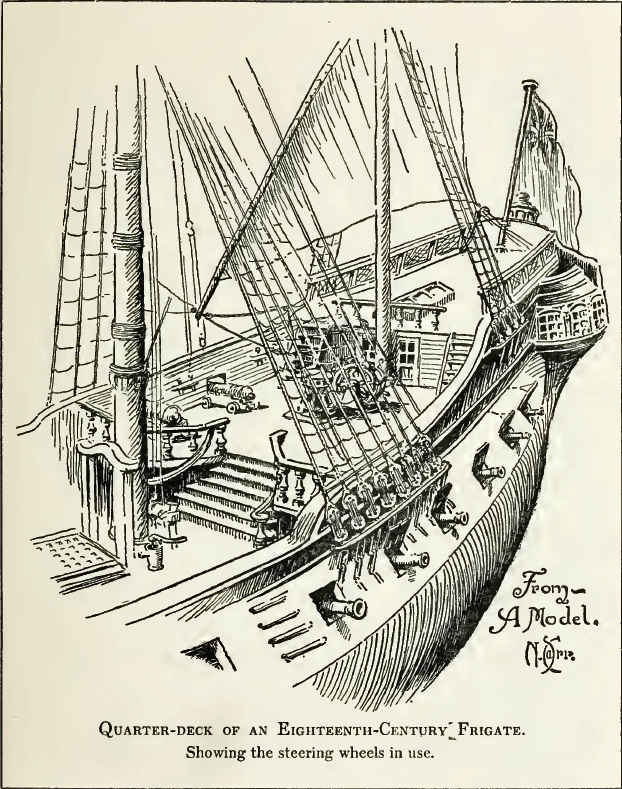
Шканцы фрегата XVIII века

Шка́нцы (от нидерл. schans; нем. Schanze — «вяза́нка хвороста») или квартерде́к (англ. quarterdeck, от quarter — «четверть» и deck — «палуба») — помост либо палуба в кормовой части парусного корабля на один уровень выше шкафута, где обычно находился шки́пер, а в его отсутствие — вахтенные или караульные офицеры, и где устанавливали компасы. Позднее «шканцами» называли часть верхней палубы военного корабля от грот-мачты до бизань-мачты.
На шканцах перед строем зачитывали: законы, манифесты, приказы, приговоры. Размещение шканцев на корабле каждого типа определяли приказом по Морскому ведомству. Дерзость начальнику на шканцах усугубляла наказание, так как шканцы на военном корабле считают священным местом.